# Армін Шварц
Армін Шварц (нар. 16 липня 1953) — німецький автогонщик ралійник.
Народився 16 липня 1953 року в місті Нойштадт в Німеччині. Свою кар'єру в ралі почав в 1983 році з виступу в місцевих змаганнях. Перший серйозний успіх не змусив себе довго чекати — в 1986 році, він виграє кубок Майтропа (Mitropa Cup) на Audi 80 Quattro, самостійно підготувавши машину до гонок. Завзятість молодого баварця була відмічена в Audi, і наступного року Шварц виграє чемпіонат Німеччини по ралі, виступаючи вже як професіонал. У 1988 році він повторює свій успіх і бере участь в етапі чемпіонату світу — rac-ралі у Великій Британії, де сенсаційно займає п'яте місце.